# Hiroto Yamamoto
Hiroto Yamamoto (født 16. oktober 1988) er en japansk fodboldspiller.
Han har spillet for flere forskellige klubber i sin karriere, herunder Thespa Kusatsu og Kagoshima United FC.